# A New Sound A New Star: Jimmy Smith at the Organ
| Recensione | Giudizio |
| ---------- | -------- |
| AllMusic   | [ 2 ]    |

A New Sound A New Star: Jimmy Smith at the Organ (alcune volte viene aggiunto al titolo, Volume 2, peraltro assente sull'album originale, mentre un'altra identica pubblicazione del disco reca il titolo di The Champ) è il secondo album discografico dell'organista jazz statunitense Jimmy Smith, pubblicato dalla casa discografica Blue Note Records nel maggio del 1956.
Erroneamente sul retrocopertina dell'album originale (ma anche in alcune ristampe su CD) viene citato nella formazione anche il batterista Bay Perry, del tutto estraneo in questa sessione. 

## Tracce

### LP
Lato A
1. The Champ – 8:35 (Dizzy Gillespie)
2. Bayou – 4:51 (Jimmy Smith)
3. Deep Purple – 7:13 (Peter DeRose)

Lato B
1. Moonlight in Vermont – 4:30 (John Blackburn, Karl Suessdorf)
2. Ready 'n Able – 6:29 (Jimmy Smith)
3. Turquoise – 4:11 (Jimmy Smith)
4. Bubbis – 4:31 (Jimmy Smith)

- Durata brani ricavati dalle note di copertina del CD del 1993 distribuito dalla EMI France (7893912)

## Musicisti
- Jimmy Smith - organo
- Thornel Schwartz - chitarra
- Donald Bailey - batteria

Note aggiuntive
- Alfred Lion - produttore
- Rudy Van Gelder - ingegnere delle registrazioni
- Reid K. Miles - design copertina album originale
- Francis Wolff - foto copertina album originale
- Babs Gonzales - note retrocopertina album originale[3]